# Salix bebbii
Salix bebbii är en videväxtart som beskrevs av Gandog.. Salix bebbii ingår i släktet viden, och familjen videväxter. Inga underarter finns listade i Catalogue of Life.